# Йелерт, Элиас
Элиас Йелерт Кристенсен (дат. Elias Jelert Kristensen; род. 12 июня 2003, Вирум, Копенгаген) — датский футболист, крайний защитник турецкого клуба «Галатасарай» и сборной Дании.

## Клубная карьера
Воспитанник «Копенгагена», Йелерт дебютировал за основную команду клуба 17 октября 2021 года в матче датской Суперлиги против клуба «Сённерйюск».

## Карьера в сборной
В марте 2023 года Йелерт был впервые вызван в сборную Дании для участия в отборочном турнире к чемпионату Европы 2024.

## Статистика

### Матчи Йелерта за сборную Дании
| Матчи Йелерта за сборную Дании | Матчи Йелерта за сборную Дании | Матчи Йелерта за сборную Дании | Матчи Йелерта за сборную Дании | Матчи Йелерта за сборную Дании | Матчи Йелерта за сборную Дании |
| ------------------------------ | ------------------------------ | ------------------------------ | ------------------------------ | ------------------------------ | ------------------------------ |
| №                              | Дата                           | Соперник                       | Счёт                           | Голы Йелерта                   | Соревнование                   |
| 1                              | 17 октября 2023                | Сан-Марино                     | 2:1                            | —                              | Чемпионат Европы 2024 (отбор)  |
| 2                              | 23 марта 2024                  | Швейцария                      | 0:0                            | —                              | Товарищеский матч              |
| 3                              | 26 марта 2024                  | Фарерские острова              | 2:0                            | —                              | Товарищеский матч              |

Итого: 3 матча / 0 голов; 2 победы, 1 ничья, 0 поражений.

## Достижения
«Копенгаген»
- Чемпион Дании (2): 2022/23, 2023/24
- Обладатель Кубка Дании: 2022/23

«Галатасарай»
- Чемпион Турции: 2024/25
- Обладатель Кубка Турции: 2024/25